# Терцо Марцоколо (Матера)
Терцо Марцоколо (итал. Terzo Marzoccolo) је насеље у Италији у округу Матера, региону Базиликата.
Према процени из 2011. у насељу је живело 50 становника. Насеље се налази на надморској висини од 20 м.